# Puntang (Ulu Musi)
Puntang is een bestuurslaag in het regentschap Empat Lawang van de provincie Zuid-Sumatra, Indonesië. Puntang telt 1624 inwoners (volkstelling 2010).